# Ле Бо, Беттина
Беттина (Беттин) Ле Бо (23 марта 1932 — 8 сентября 2015) — британская актриса.

## Биография
Во время Второй мировой войны была разлучена с родителями и содержалась в концлагере на юге Франции. Ей удалось сбежать, и семья прятала её от нацистов. После переезда в Англию в конце войны она училась в колледже, работала моделью, графологом, артисткой кабаре и изучила несколько языков.

## Теле- и кинокарьера
Как актриса принимала участие в нескольких шоу, в том числе «Шоу Бенни Хилла».
По её словам, её самый любимый скетч — «Французский язык для начинающих», где она сыграла роль учительницы французского языка, а меньше всего ей понравился скетч-пародия на программу News At Ten (она раздевалась в пародии на заставку). В интервью она рассказала, что её свекровь, посмотревшая эту пародию, «разозлилась и сказала, что респектабельная молодая леди с двумя детьми не должна себя так вести, и что её сын слишком многое мне позволяет. Теперь вы понимаете, почему этот скетч мне не нравится».
Снималась в кино, на эпизодических ролях, обычно даже не указываемых в титрах.
Вела на радио программу для женщин и написала книгу «Возьми своё счастье».

## Избранная фильмография
- 1961 — Багажник / The Trunk — Мария
- 1962 — Доктор Ноу /  Dr. No — секретарша профессора Дента (в титрах не указана)